# Coccophagus tropicanus
Coccophagus tropicanus is een vliesvleugelig insect uit de familie Aphelinidae. De wetenschappelijke naam is voor het eerst geldig gepubliceerd in 1993 door Sugonjaev & Ren.